# حركة الحقوق المدنية (1896-1954)
كانت حركة الأمريكيين الأفارقة للحقوق المدنية (1896-1954) سلسلة طويلة من أحداث المقاومة السلمية والتي أدت إلى تحقيق الحقوق المدنية الكاملة والمساواة أمام القانون لكل الأمريكيين. لهذا العصر تأثير دائم على مجتمع الولايات المتحدة في تكتيكاته، وفي زيادة القبول الاجتماعي للحقوق المدنية، وفي التعرض لانتشار وتكلفة العنصرية.
يعتبر قراران من المحكمة العليا للولايات المتحدة هما حجر الزاوية، وهما قضية بليزي ضد فيرغسون رقم 163 سنة 1896 والتي أدت إلى الفصل العنصري الدستوري تحت عنوان «منفصلون لكن متساوون»، وقضية براون ضد مجلس التعليم رقم 347 سنة 1954 والتي قلبت قضية بليزي. كان هذا عصر البدايات الجديدة، والذي كنت فيه بعض الحركات ناجحة للغاية مثل مؤسسة ماركوس غارفي العالمية لتحسين أوضاع الزنوج، بينما حققت بعض المؤسسات الأخرى –مثل الجمعية الوطنية للنهوض بالملونين- هجوما ضاريا على الفصل العنصري والتي حققت نتائج متواضعة في سنواتها الأولى ولكن استمرت في تحقيق تطور مستمر ثابت في قضية الحق في التصويت وحققت فوزا محوريا في قضية براون ضد مجلس التعليم.
بعد الحرب الأهلية الأمريكية، وسعت الولايات المتحدة الحقوق القانونية للأمريكيين الأفارقة. مرر الكونغرس الأمريكي –وصدّقت عليه ولايات كافية- تعديلا دستوريا بإنهاء العبودية في 1865 وهو التعديل الثالث عشر على دستور الولايات المتحدة. جعل التعديل العبودية غير قانونية فقط، لكنه لم يوفر حق المواطنة ولا الحقوق المتساوية للأمريكيين الأفارقة. في 1868، صدقت الولايات على التعديل الرابع عشر في دستور الولايات المتحدة والذي منح الأمريكيين الأفارقة حق المواطنة. كان لكل المواطنين المولودين في الولايات المتحدة حق الحماية أمام الدستور والقانون. نص التعديل الخامس عشر المصدّق عليه في 1870 على أن العرق لا يمكن أن يُستخدم كشرط لحرمان الرجال من الحق في التصويت. أثناء عصر إعادة الإعمار (1865-1877)، احتلت قوات الشمال الجنوب. معا مع مكتب المحررين، حاولوا فرض التعديلات الدستورية الجديدة. تم انتخاب العديد من القادة الأمريكيين الأفارقة على المكاتب المحلية والبلدية، وأسسوا العديد من المؤسسات الاجتماعية الأخرى خاصة لدعم التعليم.
انتهى عصر إعادة الإعمار بعد تسوية 1877 بين النخبة البيضاء من الشمال والجنوب. في مقابل تقرير نتيجة الانتخابات الرئاسية الشرسة والتي انتهت لصالح رذفورد هايز –الذي دعمته الولايات الشمالية- على منافسه صامويل تيلدن، دعت التسوية إلى انسحاب قوات الشمال من الجنوب. تلى ذلك أعمال العنف والفوضى في الانتخابات الجنوبية من 1868 إلى 1876، والتي قللت أعداد الناخبين من السود وسمحت للديمقراطيين الجنوبيين البيض باستعادة السيطرة على تشريعات الدولة في أنحاء الجنوب. أدت التسوية وانسحاب قوات الشمال من الجنوب إلى منح الديمقراطيين حرية أكبر في فرض الممارسات العنصرية. استجاب العديد من الأمريكيين الأفارقة على انسحاب القوات الفيدرالية بمغادرة الجنوب في ما يُعرف باسم نزوج كانساس 1879.
كان الجمهوريون المتطرفون –الذين ترأسوا إعادة الإعمار- قد حاولوا إلغاء التمييز الحكومي والفردي من خلال التشريعات. أنهى على هذه الجهود قرار المحكمة العليا للولايات المتحدة في قضية الحقوق المدنية رقم 109 سنة 1883، والذي قضت فيه المحكمة بأن التعديل الدستوري الرابع عشر لم يوفر القوة للكونغرس لجعل التمييز العنصري غير قانوني للأفراد أو للأعمال المالية.

## الفصل العنصري
أثبت قرار المحكمة العليا في قضية بليزي ضد فيرغسون سنة 1896 الفصل العنصري تحت انتداب الدولة في المواصلات العامة تحت عنوان «منفصلون لكن متساوون». كما توقع جون مارشال هارلان والذي كان العضو الوحيد في المحكمة العليا الذي رفض القرار قائلا:
في العديد من المدن والقرى، لم يكن مسموحا للأمريكيين الأفارقة بمشاركة سيارة الأجرة مع البيض أو أن يدخلوا أحد المباني من نفس المدخل. كان عليهم أن يشربوا من نوافير مياه مختلفة، وأن يستخدموا حمامات مختلفة، وأن يذهبوا إلى مدارس مختلفة، وأن يُدفنوا في مقابر مختلفة، بل حتى أن يقسموا على كتاب مقدس مختلف. كان الأمريكيون الأفارقة مطرودين من الحمامات العامة والمكتبات العامة، كما حظرتهم بعض الحدائق العامة بلافتات مكتوب عليها «غير مسموح دخول الزنوج والكلاب». وضعت حديقة حيوان بلدية ساعات مختلفة لهم للزيارة أيضا.
كانت أساليب الفصل العنصري أكثر قسوة خاصة في الجنوب. كان من المتوقع أن يتحرك الأمريكيون الأفارقة ليسمحوا لرجل أبيض بالمرور، ولم يكن الرجل الأسود ليجرؤ على أن ينظر لامرأة بيضاء في عينيها. كان يُنادى على الرجال والنساء السود باسم «توم» أو «جين» وليس «السيد» أو «السيدة» على الرغم من انتشارها في ذلك الوقت. كان البيض يشيرون إلى الرجال السود باسم «ولد» أيا كان عمرهم، ويشيرون إلى النساء السوداوات باسم «البنت» أيا كان عمرهن، وغالبا ما أشاروا إليهم باسم «زنوج» أو «ملونين».
بدأت الصور الاجتماعية الأقل رسمية من الفصل العنصري في الشمال في التغيير. إلا انه في 1941، رفضت أكاديمية الولايات المتحدة البحرية الموجودة في ماريلاند لعب مباراة لاكروس ضد جامعة هارفارد لأن فريق جامعة هارفارد كان به لاعب أسود.

## المعارضة السياسية

### حركة ليلي وايت
بعد الحرب الأهلية، حقق القادة السود تقدما هائلا في تأسيس تمثيل لهم في الحزب الجمهوري. كان نوريس رايت كوني من بين الأكثر بروزا والذي كان نائب الحزب الجمهوري في آخر القرن التاسع عشر في تيكساس. أدت هذه المكاسب إلى قلق واضح بين الكثير من المصوتين البيض، الذين كانوا يؤيدون الحزب الديمقراطي. أثناء التسوية الجمهورية في تكساس سنة 1888، صاغ كوني مصطلح حركة ليلي وايت لوصف جهود المحافظين البيض في خلع السود من مناصب قيادة الحزب وإحداث الفوضى بهدف تقسيم الحزب. أدت الجهود المنظمة المتزايدة التي قامت بها هذه الحركة إلى إزالة القادة السود تدريجيا من الحزب. ادعى الكاتب مايكل فونتروي أن الجهود كانت بالتنسيق مع الديمقراطيين كجزء من حركة أكبر هدفت إلى حرمان السود من حقهم في التصويت في الجنوب في نهاية القرن التاسع عشر وبداية القرن العشرين من خلال زيادة المعوقات في قوانين تسجيل المصوتين.
بعد الانتصارات ثنائية العرق التي حققها الجمهوريون في عدة ولايات، كان الحزب الديمقراطي عند نهاية القرن التاسع عشر قد اكتسب سيطرة على معظم تشريعات الدولة في الجنوب. من 1890 إلى 1908، حققوا حرمان السود من حقهم في التصويت وفي بعض الولايات حرموا بعض الفقراء من البيض أيضا. على الرغم من العوائق القانونية المتكررة، استمر الديمقراطيون في اختلاق طرق جديدة لتحديد مشاركة السود في الانتخابات حتى ستينات القرن العشرين.
محليا، حاول الحزب الجمهوري الاستجابة لمطالب السود. كان لثيودور روزفلت –رئيس الولايات المتحدة من 1901 إلى 1909- أرشيفا مختلطا بخصوص العلاقات العنصرية. اعتمد ثيودور بشكل كبير على الدعم الاستشاري من بوكر تي واشنطن بخصوص مواعيد التأييد في أنحاء الجنوب. دعا ثيودور علنا واشنطن على العشاء في البيت الأبيض، وبالتالي حارب الممارسات العنصرية. على الجانب الآخر، بدأ عملية الفصل العنصري للموظفين الفيدراليين، كما اضطهد الجنود السود الذين رفضوا الشهادة ضد بعضهم في أحداث براونزفل في 1906. من أجل أن يهزم سابقه ويليام هوارد تافت لترشيح الجمهوريين في 1912، اتجه روزفلت إلى سياسة ليلي وايت في الجنوب. كان هذا الحزب التقدمي داعما لحقوق السود في الشمال في 1912، لكنه استبعد كل الأعضاء السود في الجنوب.
اقترح الجمهوريون في الكونغرس باستمرار أن تقوم التشريعات الفيدرالية بتحريم الإعدام دون محاكمة، والذي كان دائما ما يخسر أمام الكتلة الجنوبية. في 1920، قدم الجمهوريون اعتراضا على الإعدام دون محاكمة في التسوية الوطنية الجمهورية. تزايدت أعمال الإعدام دون محاكمة –للسود بصورة رئيسية في الجنوب- في العقود عند بداية القرن العشرين.

## الحرمان من حق التصويت
استخدم منافسو حركة الحقوق المدنية السود الأعمال الانتقامية الاقتصادية وغالبا ما استعملوا العنف في أماكن الاقتراع في سبعينات وثمانينات القرن التاسع عشر لإثناء السود عن التقدم للاقتراع والتصويت. مارست بعض الجماعات شبه العسكرية مثل جماعة الأقمصة الحمراء في مسيسيبي وكارولينا، والحزب الأبيض في لويزيانا، مارست أعمال الترهيب العلنية نيابة عن الحزب الديمقراطي. مع بداية القرن العشرين، هيمن الديمقراطيون البيض على التشريعات الجنوبية ليحرموا تقريبا كل الأمريكيين الأفارقة من حقهم في التصويت من خلال مزيج من التشريعات والأحكام الدستورية. على الرغم من أن المتطلبات تطبقت على كل المواطنين، إلا أنه عمليا كانت موجهة على السود والفقراء من البيض (والأمريكيين المكسيكيين في تكساس).
أصدرت ولاية مسيسيبي دستورا جديدا في 1890 والذي احتوى على أحكام تشمل ضرائب الاقتراع، واختبارات الأمية (والتي اعتمدت على القرارات الاعتباطية للمسجلين البيض)، بالإضافة إلى تعقيد عملية تسجيل الأرشيفات لتحديد محل الإقامة مما قلل أعداد السود المتقدمين للاقتراع بصورة كبيرة. قُدم الأمر أمام المحكمة العليا للتنازع. في 1898 في قضية ويليامز ضد ميسيسيبي، أكدت المحكمة على الوضع كما هو. تبنت الولايات الجنوبية الأخرى «خطة مسيسيبي»، ومن 1890 إلى 1908، تبنت عشر ولايات أخرى دساتير جديدة بأحكام تقتضي حرمان السود والفقراء من البيض من حقهم في التصويت. استمرت هذه الولايات في حرمانهم لعدة عقود حتى منتصف ستينات القرن العشرين عندما وفرت التشريعات الفيدرالية إشراف وتنفيذ حق الاقتراع الدستوري.
تأثر السود تأثرا عكسيا، وفي العديد من الولايات الجنوبية انخفض عدد المصوتين من السود إلى الصفر. حُرم الفقراء من البيض أيضا من حقهم في التصويت. في ألاباما على سبيل المثال، كان قد تم حرمان 600,000 فقير من البيض بحلول عام 1941 بالإضافة إلى 520,000 من السود.
لم تبدأ دعاوي الأمريكيين الأفارقة على هذه الأحكام أمام المحكمة العليا بتحقيق بعض النجاحات إلا بحلول القرن العشرين. في 1915 في قضية جين ضد الولايات المتحدة، حكمت المحكمة أن قضية أوكلاهوما «حكم الجد» هي غير دستورية. على الرغم من أن القرار أثر على كل الولايات التي استخدمت حكم الجد، إلا أن التشريعات المحلية أدخلت سريعا أجهزة جديدة لضمان استمرار حرمانهم من حقهم في التصويت. كان على كل حكم في التسوية أن يُقدم في دعوى منفردة. قدمت الجمعية الوطنية للنهوض بالملونين –المؤسسة في 1909- دعوى قضائية ضد العديد من هذه الأحكام.

## القانون الجنائي والإعدام دون محاكمة
في 1880، حكمت المحكمة العليا بالولايات المتحدة في قضية سترودر ضد فرجينيا الغربية رقم 100 بأنه لا يمكن استثناء الأمريكيين الأفارقة من المحاكم. ولكن بدءا من 1890 ومع الدستور المحلي الجديد والقوانين الاقتراعية، تمكن الجنوب بنجاح من حرمان السود من حقهم في التصويت في الجنوب، مما جعلهم غير مؤهلين دائما للقضاء والذي كان محدودا على المصوتين. تركهم هذا تحت رحمة نظام القضاء الأبيض المحتشد ضدهم. في بعض الولايات وخاصة ألاباما، استخمت الدولة نظام القضاء الجنائي لإعادة صورة من أعمال السخرة. حكمت الدولة على الذكور من السود بسنوات في السجن، والتي قضوها في أعمال السخرة دون أن يتحصلوا على أي مال. أطلقت الدولة سراح المسجونين إلى نظام عمالة خاص مثل فحم تينيسي وشركة الحديد والسكك الحديدية والتي كانت شركة ثانوية من شركة الولايات المتحدة للصلب والتي كانت تدفع للدولة مقابل أعمال هؤلاء المساجين. لأن الدولة كانت تكسب الأموال، فقد خلق النظام حافزا لها للقبض على المزيد من الرجال والذين كانوا في الغالبية العظمى من السود. خلق الأمر أيضا نظاما لا يولي اهتماما كبيرا بعلاج المساجين المرضى.